# モワサック
モワサック （仏: Moissac）は、フランス、オクシタニー地域圏、タルヌ＝エ＝ガロンヌ県のコミューン。モアサックともカナ表記される。

## 地理
モワサックは、ガロンヌ運河上でガロンヌ川とタルヌ川が合流する地点にある。国道113号線がカステルサラサンとヴァランス＝ダジャンとの間を走る。フランス国鉄モワサック駅はボルドー-セット路線が通る。

## 歴史

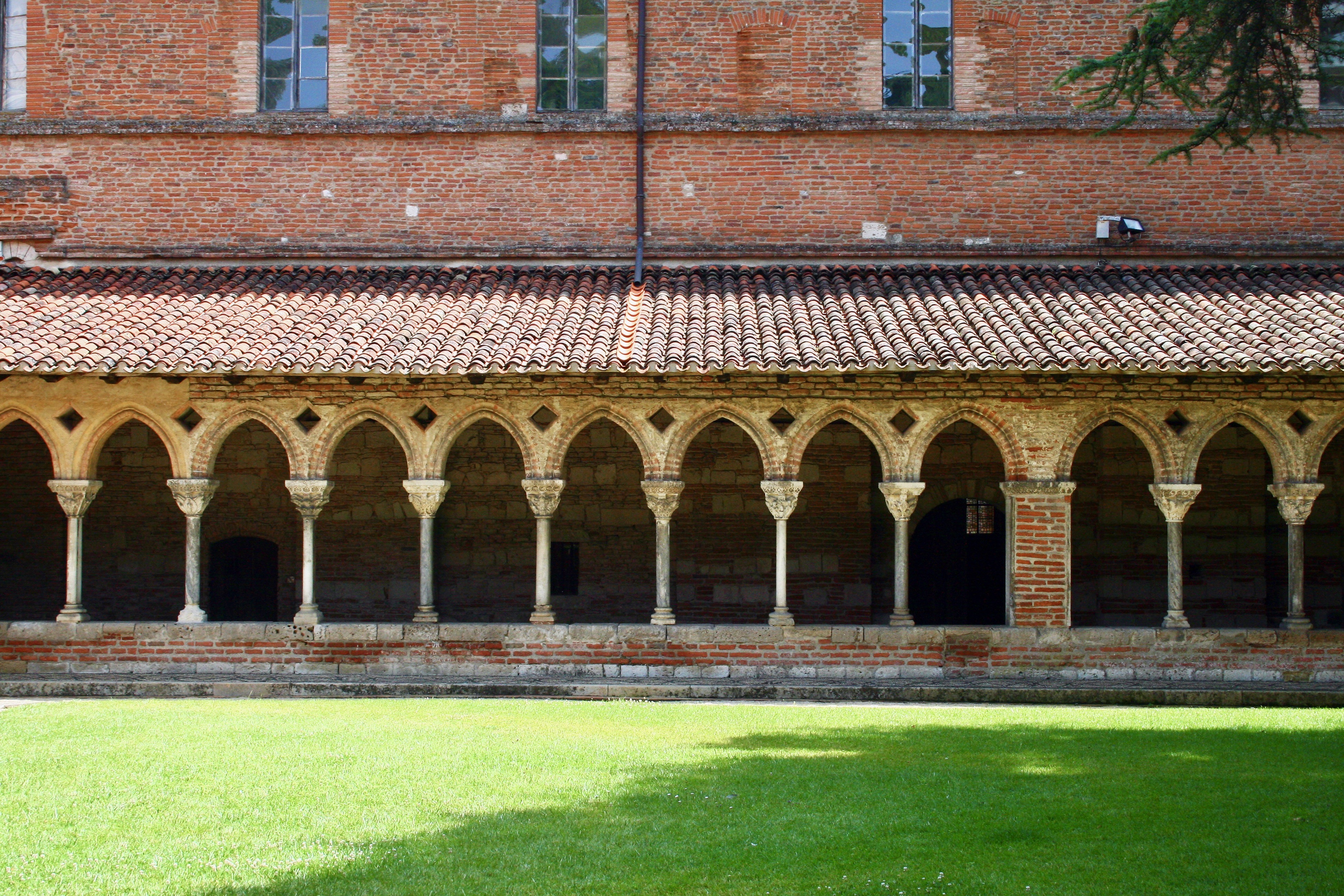
修道院の回廊

1464年の特許状により、ルイ11世は先代の王たちが与えたモワサックの特権を認可した。
新たな宗教戦争中であった1622年、モワサックはルイ13世によって占領された。
1800年から1926年までモワサックは郡庁所在地であった。
モワサックはシャスラ種ブドウ（fr）のまちとして有名である。第二次世界大戦中のモワサックは、フランス・ユダヤ人ボーイスカウト連盟（fr）の大規模な避難所となっていた。モワサック子供の家ではユダヤ人の子供たちが匿われていた。
1944年春、ノルマンディーに再招集される前、オラドゥール＝シュル＝グラヌの虐殺など通過した場所で数々の暴虐をはたらいてきた第2SS装甲師団の一部がモワサックに駐留していた。

## 経済
モワサック産シャスラ種ブドウの生産が有名で、AOC指定されているが、近年の天候不良で減産傾向にある。
観光業が発展している。サンティアゴ・デ・コンポステーラの巡礼路途上にあり、数千人の巡礼者たちがベネディクト会派の修道院にやってくる。

## 史跡
- サン＝ピエール・ド・モワサック教会 - 修道院付属教会。ロマネスク様式彫刻の傑作とされる12世紀の門をもつ。回廊はUNESCO世界遺産フランスのサンティアゴ・デ・コンポステーラの巡礼路の1つとして登録されている[4]。

## 人口統計
| 1962年 | 1968年 | 1975年 | 1982年 | 1990年 | 1999年 | 2009年 |
| ------ | ------ | ------ | ------ | ------ | ------ | ------ |
| 10274  | 11856  | 11826  | 11184  | 11971  | 12321  | 12244  |

参照元:Ehess、INSEE

## 姉妹都市
- トメリー、フランス
- アストルガ、スペイン